# Romy Schneider
Romy Schneider (Beč, 23. rujna 1938. – Pariz, 29. svibnja 1982.), austrijsko-njemačka glumica.

## Životopis
Rodila se u Beču kao Rosemarie Albach- Retty. Obitelj joj je bila vezana za glumu. Majka, otac i baka s očeve strane bili su u tom poslu. Nakon što su joj se roditelji razveli 1945. godine, brigu o njoj i bratu Wolfiju preuzima majka Magda.
Romy je debitirala na filmu djelom "Djevojaštvo kraljice" iz 1954. godine. Imala je samo 15 godina. Taj film govori o mladosti britanske kraljice Viktorije, s posebnim naglaskom na njen prvi susret s princom Albertom iz kuće Saxe-Coburg.
Tada prvi put portretira kraljevsku ličnost. Iduća njena tri filma bave se caricom Elizabetom od Austrije poznatijom kao "carica Sissi".
Majka i očuh nadgledali su njenu karijeru. Mislila je da očuh ima nenormalan interes za nju. Izazvala je nacionalni skandal kada se zaručila za Alaina Delona 1959. godine. Otišla je u Francusku. Delon ju je ostavio 1963. godine, ne oženivši je.
Imala je i kratki izlet u Hollywood. Vladala je francuskim filmom 1970-ih godina. Za jedan nastup u filmu kojeg je režirao Luchino Visconti kostime joj je napravila Coco Chanel.
Visconti ju je i upoznao s Delonom. Udavala se dva puta. Imala je sina Davida (1966. – 1981.) i kćer Saru (1977.) Prvi muž joj je nakon razvoda počinio samoubojstvo, a od drugog se razvela. Kad joj je sin David umro u 14. godini 1981. počela je jako puno piti, što ju je i došlo glave.
Umrla je u 43. godini od srčarnog zastoja u svom pariškom stanu. Pretpostavljalo se da je počinila samoubojstvo uzevši smrtonosni koktel alkohola i tableta za spavanje. Obdukcija nikad nije izvršena.